# Беалкур
Беалкур (фр. Béalcourt) насеље је и општина у североисточној Француској у региону Пикардија, у департману Сома која припада префектури Амјен.
По подацима из 2011. године у општини је живело 102 становника, а густина насељености је износила 28,25 становника/km². Општина се простире на површини од 3,61 km². Налази се на средњој надморској висини од 47 метара (максималној 103 m, а минималној 35 m).

## Демографија
| 1962. | 1968. | 1975. | 1982. | 1990. | 1999. | 2011. |
| ----- | ----- | ----- | ----- | ----- | ----- | ----- |
| 113   | 143   | 138   | 135   | 115   | 105   | 102   |

График промене броја становника у току последњих година